# Marie-Claude Vaillant-Couturier
Marie-Claude Vaillant-Couturier (de soltera Vogel; 3 de noviembre de 1912 – 11 de diciembre de 1996) fue miembro de la Resistencia francesa durante la Segunda Guerra Mundial, así como fotoperiodista, deportada al campo de concentración de Auschwitz en 1943. Sobrevivió a la guerra y se convirtió a en política comunista, siendo elegida al Parlamento bajo la Cuarta y la Quinta República.

## Biografía

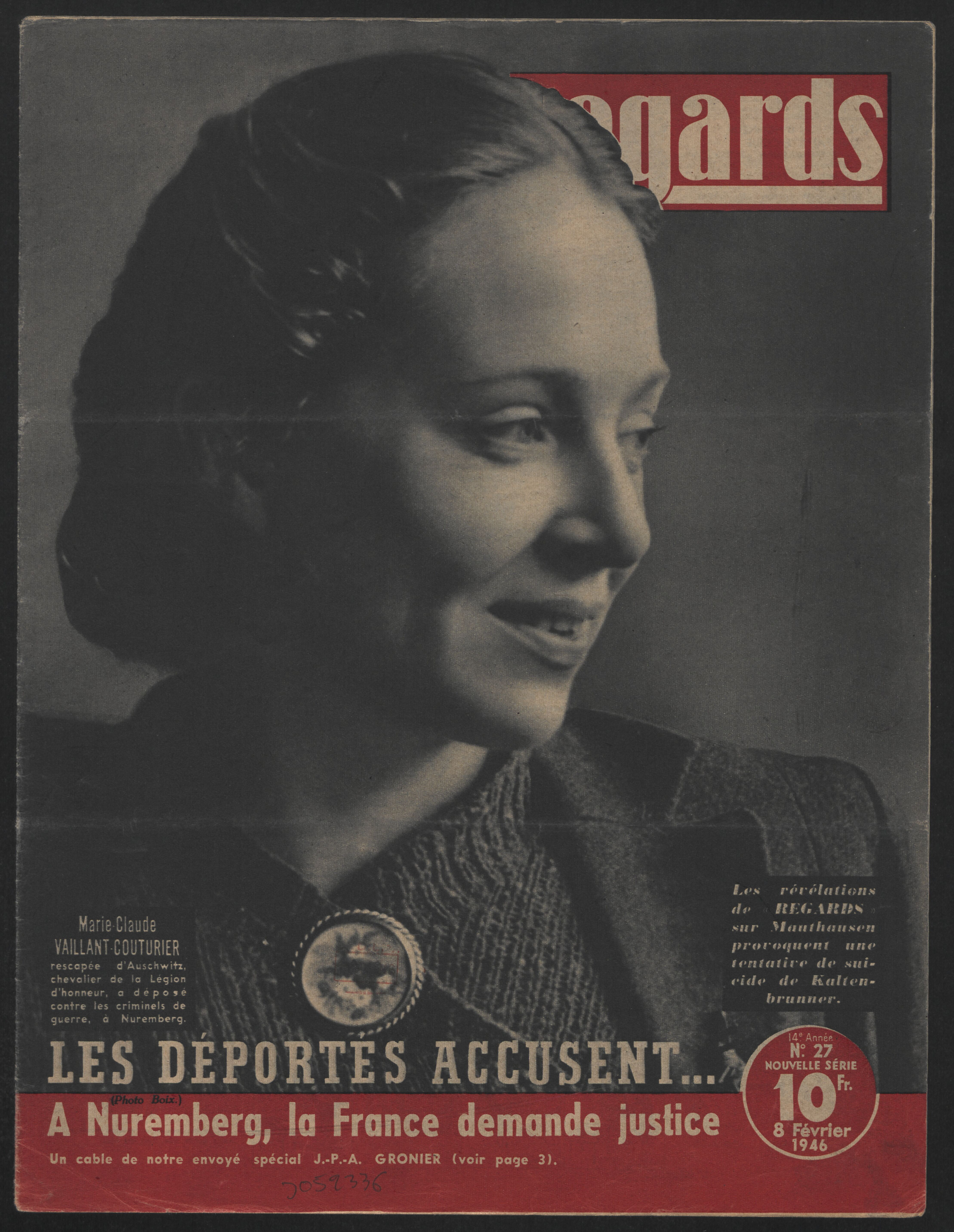
Marie-Claude Vaillant-Couturier. Fotografía publicada en la portada de la revista comunista Regards, 8 de febrero de 1946.

### Fotoperiodista
El padre de Vaillant-Couturier, Lucien Vogel, era editor y creó la revista Vu en 1928. Su madre, Cosette de Brunhoff, cuyo hermano Jean de Brunhoff creó Babar el Elefante, fue la primera editora en jefe de Vogue Paris.
Vaillant-Couturier se convirtió en fotoperiodista en una época en la que la profesión estaba dominada por hombres, lo que le valió el apodo de "la dama del Rolleiflex". Se unió a la Asociación de Escritores y Artistas Revolucionarios (AEAR) y en 1934 al Movimiento de Jóvenes Comunistas de Francia (MJCF), así como en 1936 a la Unión de Muchachas de Francia. En 1934, se casó con Paul Vaillant-Couturier, fundador de la Asociación Republicana de Excombatientes, comunista y editor en jefe de L'Humanité, quien murió misteriosamente en 1937. Se convirtió en fotógrafa para L'Humanité, que más tarde dirigió, y conoció a Gabriel Péri y Georges Cogniot.
Adjunta al equipo de Vu como fotógrafa y también como hablante de alemán, participó en una investigación en Alemania sobre el ascenso del nazismo y viajó allí en 1933, dos meses después de que Adolf Hitler llegara al poder. Su informe sobre los campos de Oranienburg y Dachau se publicó a su regreso a Francia. También informó para Regards, en particular sobre las Brigadas Internacionales. La prohibición de L'Humanité en septiembre de 1939 debido al Pacto Mólotov-Ribbentrop influyó en su cambio de actividades.

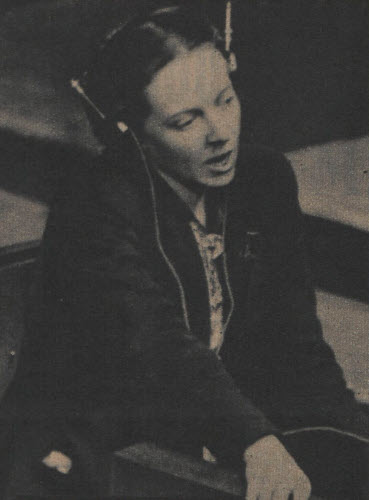
Marie-Claude Vaillant-Couturier testifica en los juicios de Núremberg en 1946.

### Resistencia y deportación
Vaillant-Couturier participó en la Resistencia y ayudó a producir publicaciones clandestinas, incluidos folletos como l'Université Libre (primera edición en noviembre de 1940); el panfleto de Georges Politzer Sang et Or (Sangre y Oro) que presentaba las tesis del teórico nazi Alfred Rosenberg (noviembre de 1941); y una edición clandestina de L'Humanité con Pierre Villon (su segundo marido, con quien se casó en 1949). Fortaleció la relación entre la resistencia civil (Comité de Intelectuales del Frente Nacional para luchar por la Independencia de Francia) y la resistencia militar (la Organization spéciale (OS), que más tarde se convirtió en los Franc-tireurs et Partisans Français (FTPF), Tiradores y Partisanos Franceses). Incluso transportó explosivos.
Fue arrestada en una trampa tendida por la policía francesa el 9 de febrero de 1942 con otros activistas de la Resistencia, incluidos Jacques Decour, Georges Politzer, Jacques Solomon y Arthur Dallidet, todos los cuales fueron fusilados por los nazis en el Fuerte de Mont-Valérien. Vaillant-Couturier fue internada hasta el 15 de febrero en el fr, y el 20 de marzo fue trasladada en secreto a la Prisión de La Santé, donde permaneció hasta agosto, cuando fue transferida al Romainville, un campo de internamiento bajo autoridad alemana. Como sus compañeros, entre ellos Danielle Casanova y Heidi Hautval, fue deportada a Auschwitz-Birkenau a través del campo de internamiento de Compiègne en el convoy del 24 de enero de 1943, conocido como el convoy de "31,000" (véase el Memorial de los deportados de Francia con el título de represión, por la La Fondation pour la Mémoire de la Déportation, 2004 y El convoy del 24 de enero, de Charlotte Delbo, Midnight Editions, 1965). Otros en el convoy incluyeron a Danielle Casanova y Madeleine Passot. Singular en su composición, este convoy de 230 mujeres, miembros de la Resistencia, comunistas y esposas gaullistas de miembros de la Resistencia, fue ilustrado en La Marsellesa al cruzar la entrada del campo de Birkenau; solo 49 de estas 230 mujeres regresaron de los campos después de la guerra.
Vaillant-Couturier estuvo en Auschwitz durante 18 meses, donde fue testigo del genocidio de judíos y gitanos y participó en el comité internacional de resistencia clandestina del campo. Luego fue transferida al campo de concentración de Ravensbrück en agosto de 1944. Inicialmente asignada a trabajos de tierra, fue transferida al revier (enfermería del campo) debido a su conocimiento del idioma alemán. Ravensbrück fue liberado el 30 de abril de 1945 por el Ejército Rojo. Vaillant-Couturier regresó a Francia el 25 de junio de 1945. Durante las semanas intermedias, se dedicó a la repatriación de los pacientes. Según un artículo de Le Monde del 16 de junio de 1945, “Cada día, esta magnífica francesa hace las rondas, levantando el ánimo, dando esperanza donde a menudo es solo una ilusión. La palabra "santidad" viene a la mente cuando uno ve a esta gran hermana de caridad cerca de estos hombres y mujeres que mueren cada día."

### Compromiso social y político
En 1945, participó sucesivamente en la Asamblea Consultiva Provisional y las dos Asambleas Constituyentes y luego fue elegida como deputée del Partido Comunista Francés (PCF), miembro del parlamento por el Sena (1946–1958; 1962–1967), luego por Val-de-Marne hasta 1973. Fue dos veces vicepresidenta de la Asamblea Nacional Francesa, de 1956 a 1958 y de 1967 a 1968, y más tarde se convirtió en su vicepresidenta honoraria.
En 1946, fue elegida Secretaria General de la Federación Democrática Internacional de Mujeres y en 1979 fue elegida vicepresidenta de la Unión de Mujeres Francesas (hoy Femmes Solidaires). Redactó notablemente proyectos de ley para la igualdad salarial entre hombres y mujeres, y también se alió con el movimiento por la paz.
En 1951, David Rousset presentó una demanda por difamación y ganó un juicio contra el periódico Les Lettres Françaises. El periódico, en ese momento estrechamente relacionado con el PCF, había atacado a Rousset después de que comparara los Gulags soviéticos con los campos de concentración nazis. El periódico lo acusó de ser un “falsificador trotskista”. Marie-Claude Vaillant-Couturier declaró en ese momento: “Considero indiscutiblemente el sistema penitenciario soviético como el más deseable del mundo entero”.
Miembro destacado de la Federación Nacional de Deportados e Internados Resistentes y Patrióticos desde su creación en 1945, se convirtió en su vicepresidenta, luego copresidenta en 1978. También fue una de las primeras presentadoras de l'Amicale d’Auschwitz. Testigo en los Juicios de Núremberg, dijo más tarde que “al contar los sufrimientos de quienes ya no podían hablar, sentí que, a través de mi voz, aquellos a quienes habían torturado y exterminado acusaban a sus torturadores.” Sin embargo, regresó de los juicios “conmocionada, preocupada”, “exasperada por el procedimiento” y particularmente denunciando la ausencia en el banquillo de los líderes de empresas como Krupp, Siemens e IG Farben, que se habían beneficiado enormemente de la explotación económica de los deportados. Pero a pesar de estos fracasos, más tarde enfatizó la medida en que definir los crímenes contra la humanidad fue “un progreso para la conciencia humana”.
En 1964, Paul Rassinier, uno de los primeros negacionistas del Holocausto, y crítico del veredicto de los juicios de Núremberg, la acusó de haber sobrevivido a los campos robando a otros prisioneros. Marie-Claude Vaillant-Couturier presentó una demanda contra estas acusaciones y en el juicio contra Rassinier se encontraron probadas las acusaciones. Geneviève de Gaulle-Anthonioz declaró al tribunal de testigos: “Entramos en los edificios de la enfermería no para escondernos, sino porque necesitábamos camaradas valientes que hablaran alemán. […] Cuando devolvimos esta ración de pan deducida de nuestra propia ración, esta bombilla, sabíamos que ella la entregaría bien a quienes más lo necesitaban y sin ninguna apreciación política […] Conozco a pocas mujeres tan valientes como Marie-Claude, que siempre dio la sensación de que su propia vida no era nada si no estaba en compañía de sus camaradas.” El tribunal falló contra Rassinier y el director de la revista de extrema derecha Rivarol.
En diciembre de 1964, presentó a la Asamblea Nacional Francesa el concepto de que no debería haber prescripción para los crímenes contra la humanidad, abriendo así el camino con la ratificación, por parte de Francia en 1968, de la Convención de las Naciones Unidas sobre la imprescriptibilidad de los crímenes de guerra y de los crímenes contra la humanidad.
En 1987, convocó a todas las partes civiles a testificar contra Klaus Barbie. Durante la creación de la Fundación para la Memoria de la Deportación, en 1990, fue designada unánimemente Presidenta, luego Presidenta de Honor hasta su muerte el 11 de diciembre de 1996.

## Condecoraciones
- Comandante de la Legión de Honor (1995)
- Oficial de la Legión de Honor Oficial de la Legión de Honor (1981)
- Caballero de la Legión de Honor Caballero de la Legión de Honor (20 de diciembre de 1945)
- Cruz del luchador voluntario de la Resistencia Cruz del luchador voluntario de la Resistencia
- Cruz de la Guerra de Checoslovaquia (1939 - 1945)

## Homenajes
En 2009, se inauguró la plaza Marie-Claude-Vaillant-Couturier, ubicada en el 4 arrondissement de Paris de París, en su honor.
El 19 de octubre de 2016, se develó una placa en su honor (junto con las otras resistentes y primeras diputadas Marie-Madeleine Dienesch y Rachel Lempereur) en el palais Bourbon, sede de la Asamblea Nacional de Francia.